# Njörðr

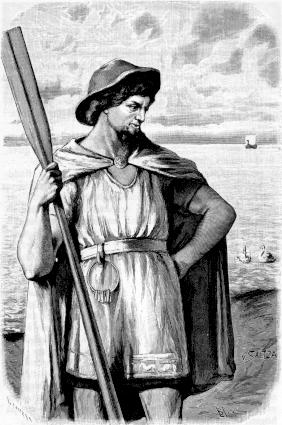
Njörðr, dio del mare
Illustrazione di Fredrik Sander (1893)

Njörðr (in norreno Njǫrðr, a volte anche
Njord o Njordr) è un dio della mitologia norrena.
Dio del mare, del vento, della pesca, della navigazione, della ricchezza e delle colture fertili, elargitore di fortune e sfortune ai marinai e ai pescatori.

## Genealogia e mitologia
Appartenente alla stirpe dei Vanir, fu ricevuto come ostaggio in quella degli Æsir per siglare la pace tra le due parti dopo la conclusione del conflitto che le divideva. 
Nella stanza 39 del Vafþrúðnismál è menzionato fra i pochi che sopravviveranno al Ragnarǫk.
Njǫrðr è il padre di Freyr e Freyja, che ebbe unendosi a sua sorella, il cui nome non ci è stato trasmesso (l'identificazione con Nerthus citato da Tacito è una ipotesi tarda). Questa unione incestuosa era pratica comune presso i Vanir, ma Njǫrðr dovette rinunciarvi, dato che tra gli Æsir non era accettata.
Njǫrðr divenne quindi lo sposo della gigantessa Skaði. Il dio Loki aveva causato la morte del padre di quest'ultima, il gigante Þjazi, e la figlia, decisa a vendicarlo, aveva accettato, tra le condizioni per una conciliazione, di poter sposare uno degli dèi. Avrebbe dovuto sceglierlo potendo vederne unicamente i piedi. Scelse quindi quello che li aveva più belli, pensando si trattasse di Baldr, invece era Njǫrðr. Il matrimonio tra Njǫrðr e Skaði fu molto problematico: lui voleva risiedere nella sua dimora a Nóatún, sul mare, lei nella sua a Þrymheimr, tra le montagne a cacciare con il suo arco meravigliose prede. Si accordarono per trascorrere nove notti alternate tra l'una e l'altra, ma Njǫrðr continuava a lamentarsi degli ululati dei lupi, mentre Skaði delle strida dei gabbiani. Alla fine Skaði abbandonò Njǫrðr tornando sulle montagne. Questo episodio è pressoché identico a quello contenuto nella vicenda di Hadingus.

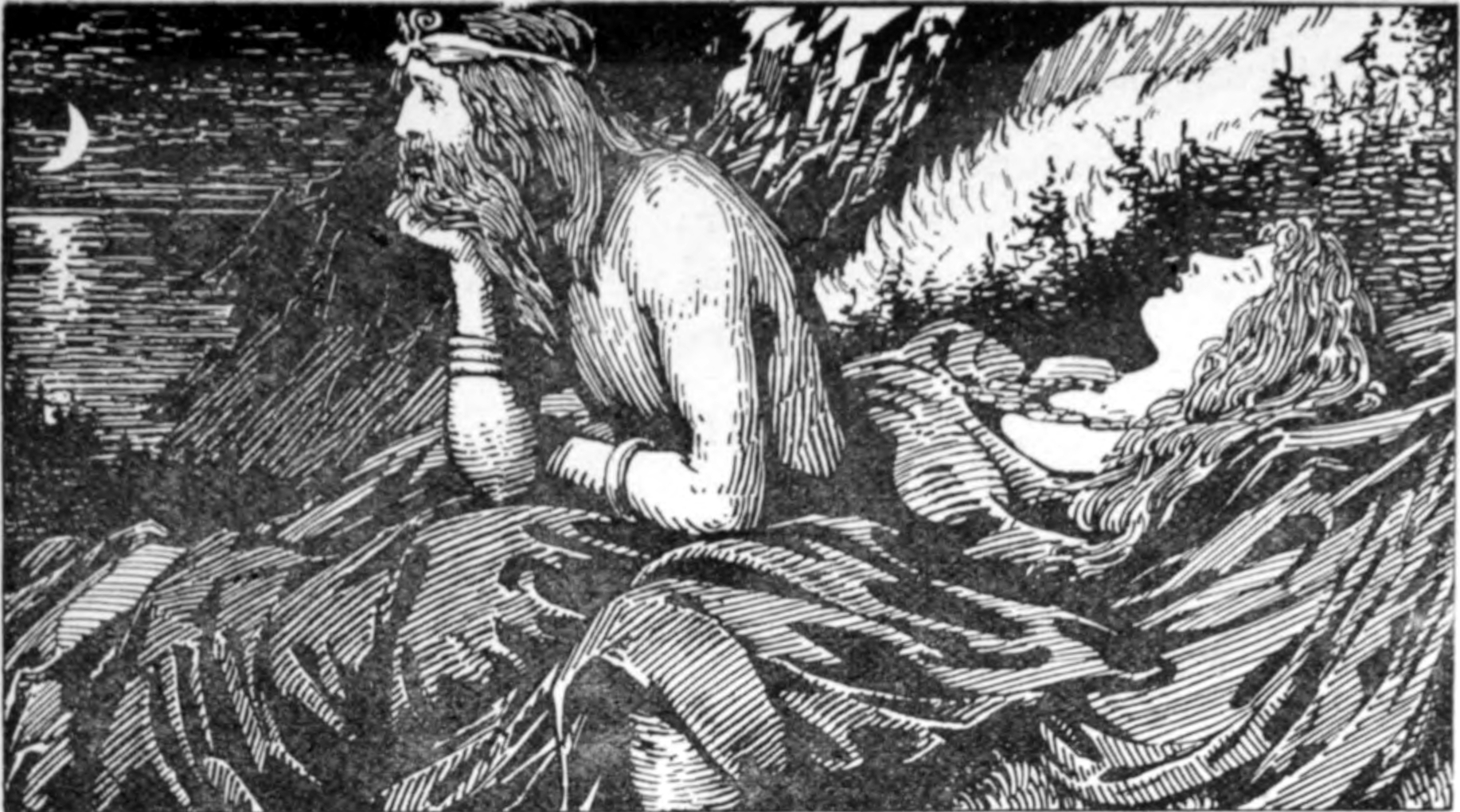
Il desiderio del mare di Njörðr.
Illustrazione di W.G. Collingwood (1908)

## Culto
Il culto di Njǫrðr, che si suppone sia molto antico, è attestato da una gran quantità di toponimi. Il più notevole è l'antico nome dell'isola norvegese di Tysnesøy: Njarðarlög. Probabilmente l'intera isola gli era consacrata. Njörðr veniva inoltre invocato nei giuramenti, insieme a Odino e Freyr.

## Relazioni con Nerthus
Njǫrðr è quasi sicuramente da mettere in relazione con Nerthus, la divinità germanica del suolo il cui rito, che comprende una processione, è descritto nei dettagli da Tacito. Nonostante la comune etimologia dei nomi i rapporti tra le due figure sono però di difficile soluzione, essendo Njǫrðr divinità maschile e Nerthus femminile. C'è chi ha supposto che anticamente anche Njǫrðr fosse una divinità femminile, divenuta maschile in seguito (inversione di sesso che coinvolgerebbe anche la consorte Skaði, da maschio a femmina), ma i motivi di questa mutazione rimangono oscuri e inspiegabili. C'è chi ha proposto invece che Njǫrðr e Nerthus fossero divinità androgine, e che solo in seguito il primo divenne in tutto e per tutto una divinità maschile. Si può infine immaginare che Njǫrðr e Nerthus formassero una originaria coppia divina maschio-femmina, al pari degli stessi figli di Njǫrðr, Freyr e Freyja. Stretti sono difatti i legami anche tra Nerthus e Freyr, entrambi divinità della terra e della fecondità e celebrate con una processione.
Njǫrðr era imprevedibile e bizzoso nel dispensare i suoi favori e quindi poteva in un battibaleno vanificare il lungo lavoro di pescatori; ma al "signore delle navi" spettava il compito, altrettanto gravoso, di accompagnare per l'ultimo tragitto, l'imbarcazione bara.
Snorri, nella Saga degli Ynglingar, applicando il metodo evemeristico, dice che Njǫrðr salì al trono di Svezia successivamente alla morte di Odino; quando anche Njǫrðr morì, il suo successore fu il figlio Freyr. Prima di morire Njǫrðr si segnò il petto con la lancia, un rito di consacrazione tipicamente odinico, eseguito nella speranza di poter raggiungere nell'aldilà la divinità suprema.

## Nella cultura moderna
Njǫrðr viene riproposto nel videogioco Age of Mythology come divinità selezionabile dalla popolazione nordica nel passaggio all'età eroica. Tra i vari bonus egli concede di evocare mostri come il Kraken ed i Giganti della montagna, permette, inoltre, di utilizzare il potere divino "Alberi animati" che trasforma una foresta in potenti piante a te alleate.
Compare in Magnus Chase e gli dei di Asgard: La nave degli scomparsi.
A Njǫrðr è dedicata una traccia dell'album Emblas Saga del gruppo metal svedese Brothers of Metal.